# Operation Mincemeat (phim)
Chiến dịch Mincemeat (tiếng Anh: Operation Mincemeat) là một bộ phim điện ảnh lịch sử của Anh được sản xuất và phát hành năm 2021. Bộ phim dựa theo cuốn sách Operation Mincemeat của nhà sử học Ben Macintyre về Chiến dịch Mincemeat trong Chiến dịch Husky thuộc Chiến tranh Thế giới thứ hai. Bộ phim do John Madden làm đạo diễn và có sự tham gia của các diễn viên Colin Firth, Kelly Macdonald, Matthew Macfadyen, Penelope Wilton, Johnny Flynn, và Jason Isaacs. 
Chiến dịch Mincemeat được công chiếu lần đầu trên thế giới tại Liên hoan phim Anh Quốc năm 2021 ở Úc, và được phát hành tại Vương quốc Anh vào ngày 15 tháng 4 năm 2022 bởi Warner Bros. Pictures. Bộ phim được phát hành trên nền tảng phim Netflix ở các nước Bắc Mỹ và Mỹ Latinh vào ngày 11 tháng 5 năm 2022. 

## Nội dung
Năm 1943, nước Anh đang chìm sâu trong vòng xoáy của cuộc Chiến tranh Thế giới lần thứ hai. Thiếu tá Ewen Montagu, một luật sư gốc Do Thái, đã quyết định ở lại Anh, trong khi vợ ông, Iris, và con cái của ông đã di tản sang nơi an toàn ở Hoa Kỳ. Montagu đã tạm ngưng hành nghề luật sư sau khi ông được chấp thuận tham gia vào Ủy ban Hai mươi (tên gọi khác của Hệ thống Double-Cross - chiến dịch phản gián và đánh lạc hướng của Bộ phận 5 - Cục Tình báo Quân đội).
Thủ tướng Anh Winston Churchill đã hứa với người Mỹ rằng quân Đồng Minh sẽ đổ bộ vào Sicily vào tháng 7 năm 1943 để có thể tạo một cú thúc từ đó lên khu vực Bắc Âu. Tuy nhiên, Sicily được người Anh coi là một mục tiêu hiện hữu và có thể đang được quân đội Đức bảo vệ nghiêm ngặt. Đô đốc Godfrey thông báo với Ủy ban Hai mươi rằng họ cần phải khiến người Đức tin rằng quân Đồng Minh sẽ tổ chức đánh chiếm Hy Lạp thay vì Sicily. Đại úy Charles Cholmondeley đề xuất một chiến dịch dựa theo Trout Memo, về việc dùng một thi thể mang theo giấy tờ thông tin giả và thả trôi dạt vào bờ biển Tây Ban Nha. Mặc dù Đô đốc Godfrey nghi ngờ về sự thành công của chiến dịch, ông vẫn đồng ý cho phép Montagu và Cholmondeley lên kế hoạch cho chiến dịch này với Thiếu tá Ian Fleming.
Một văn phòng được thành lập để chuẩn bị cho chiến dịch này, có mật danh là Mincemeat. Trong giai đoạn chuẩn bị cho chiến dịch, Montagu và Cholmondeley đã trưng dụng được thi thể của một người vô gia cư tên là Glyndwr Michael, được cho là đã tự sát bằng thuốc độc. Thi thể này được cung cấp một danh tính mới là Thiếu tá William Martin, với đầy đủ thông tin tiểu sử, chứng minh thư và một lá thư giao kết. Jean Leslie, một người thư ký góa phụ làm việc tại MI5, đã tự nguyện cung cấp bức ảnh của mình để làm ảnh hôn thê giả. Cholmondeley có cảm tình với Jean, nhưng nhanh chóng nhận ra rằng Montagu và Jean đang có cảm tình với nhau. Điều này khiến Cholmondeley trở nên ghen tị và đôi khi đả kích Montagu.
Đô đốc Godfrey nghi ngờ rằng em trai của Montagu, Ivor, là gián điệp của Liên Xô. Godfrey sau đó đã hối lộ Cholmondeley để theo dõi Montagu và đổi lại, Godfrey sẽ cố gắng xác định vị trí và thu hồi lại hài cốt của anh trai Cholmondeley, đã tử trận trong một trận đánh ở Chittagong, Bengal. Cholmondeley miễn cưỡng đồng ý.
Một người tài xế chuyên dụng của MI5, St John Horsfall, đã đưa Montagu, Cholmondeley và "Martin" đến một căn cứ tàu ngầm của Hải quân Hoàng Gia Anh ở Hồ Holy. Thi thể sau đó được đưa lên tàu ngầm HMS Seraph. Sáng ngày 30 tháng 4 năm 1943. Seraph tiến vào Vịnh Cádiz và thả thi thể xuống dưới biển. Thi thể này sau đó trôi dạt vào gần bờ và được tìm thấy bởi một ngư dân ở Huelva, Tây Ban Nha. Mục tiêu chính của Chiến dịch Mincemeat là phải đưa toàn bộ giấy tờ thông tin giả tới Madrid. Tuy nhiên, chiến dịch có một rủi ro lớn, đó là người Tây Ban Nha đã chống lại sự can thiệp của Đức vào công việc nội bộ tốt hơn người Anh mong đợi. Đại tá David Ainsworth, tùy viên Hải quân Anh tại Madrid, đã gặp Đại tá Cerruti thuộc Sở Cảnh sát mật Tây Ban Nha để giúp đẩy các loại giấy tờ đề thông tin giả kia đến tay người Đức. Khi các vật dụng cá nhân của "Martin" được trao trả về London, một chuyên gia tại Chi nhánh Q đã phát hiện ra rằng toàn bộ giấy tờ được trả lại là giấy tờ được làm giả. Điều này đã củng cố niềm tin về việc người Đức đã thu được các loại giấy tờ kia.
Jean sau đó bị đe dọa bởi Teddy, một người đàn ông tự xưng là gián điệp của một tổ chức chống lại Hitler ở Đức. Jean khai rằng Martin đang công tác ở nước ngoài với một bí danh khác, và cô đã khiến Teddy tin rằng toàn bộ thông tin mang trên người Martin là thật. Sau khi Teddy rời đi, Jean đã thông báo tới Montagu và Cholmondeley. Hai người tin rằng Đại tá Alexis von Roenne, một sĩ quan tình báo cấp cao của Abwehr (Cơ quan Tình báo Quân đội Đức Quốc Xã), đã cử Teddy đến xác nhận thông tin trước khi Roenne báo cáo điều này lên Hitler. Tuy nhiên, họ không có chứng cứ nào để khẳng định điều đó là đúng. Montagu đưa Jean về nhà của mình để giúp cô cảm thấy an toàn hơn, nhưng Jean đã chấp nhận một công việc mới tại Cơ quan Tình báo SOE và rời London ngay sau đó.
Ngày 10 tháng 7 năm 1943, quân đội Đồng Minh đổ bộ vào Sicily. Những thông tin đầu tiên về trận đánh được gửi về Anh rằng thương vong khi đổ bộ là rất thấp, quân địch đang rút lui và các đầu cầu đổ bộ đã được giữ vững. Cholmondeley sau đó đã thừa nhận với Montagu rằng anh đã nhận lại được hài cốt của anh trai mình nhờ việc làm gián điệp theo dõi Montagu. Thông cảm và nhẹ nhõm vì sự thành công của Chiến dịch Mincemeat, Montagu đã đề nghị mời Cholmondeley một cốc bia mặc dù lúc đó mới tám giờ sáng. 
Bộ phim kết thúc bằng việc Montagu đoàn tụ với Iris sau chiến tranh, Jean sau đó tái hôn với một người lính, Hester tiếp tục giữ chức vụ Thư ký trưởng của MI5, và Cholmondeley tiếp tục công tác tại MI5 tới năm 1952, sau đó kết hôn và du lịch vòng quanh thế giới. Danh tính thực của "Thiếu tá William Martin" được công bố là Glyndwr Michael vào năm 1997 sau khi một văn bia khắc tên thật của ông, được đính vào mộ của "Martin" ở Tây Ban Nha.

## Diễn viên
| Diễn viên           | Vai                            | Chú thích |
| ------------------- | ------------------------------ | --- |
| Colin Firth         | Thiếu tá Ewen Montagu          | Sĩ quan Tình báo Hải quân Hoàng Gia Anh, Trưởng Bộ phận Tình báo NID 17M, một trong những người khởi xướng Chiến dịch Mincemeat |
| Matthew Macfadyen   | Đại úy Charles Cholmondeley    | Sĩ quan Không quân Hoàng Gia Anh kiêm Sĩ quan Tình báo MI5, một trong những người khởi xướng Chiến dịch Mincemeat |
| Kelly Macdonald     | Jean Leslie                    | Một thư ký làm việc tại MI5. Bức ảnh của cô chụp bên bờ Sông Thames được dùng để làm ảnh hôn thê (có tên "Pam") của "Thiếu tá Martin" |
| Penelope Wilton     | Hester Leggett                 | Thư ký trưởng của MI5, người viết bức thư tình giả giữa "Thiếu tá Martin" và hôn thê "Pam" |
| Johnny Flynn        | Thiếu tá Ian Fleming           | Sĩ quan Hải quân Trừ bị Hoàng Gia Anh, trợ lý cá nhân của Phó Đô đốc John Godfrey |
| Jason Isaacs        | Phó Đô đốc John Godfrey        | Giám đốc Cục Tình báo Hải quân Hoàng Gia |
| Mark Gatiss         | Ivor Montagu                   | Em trai của Ewen Montagu, nhà làm phim, vận động viên bóng bàn và là gián điệp của Liên Xô |
| Hattie Morahan      | Iris Montagu                   | Vợ của Ewen Montagu |
| Mark Bonnar         | Jock Horsfall                  | Đặc vụ kiêm tài xế chuyên nghiệp của MI5. |
| Paul Ritter         | Bác sĩ Bentley Purchase        | Người chịu trách nhiệm cung cấp và bảo quản thi thể của "Thiếu tá Martin" cho Chiến dịch Mincemeat |
| Alex Jennings       | John Masterman                 | Sĩ quan Tình báo, Trợ lý Dân sự của MI5, Chủ tịch Ủy ban Hai mươi (Hệ thống Double-Cross/Hệ thống XX) |
| Simon Russell Beale | Thủ tướng Winston Churchill    | Thủ tướng Anh trong Chiến tranh Thế giới thứ hai |
| James Fleet         | Charles Fraser-Smith           | Trưởng Bộ phận May mặc của Cục Cung ứng |
| Nicholas Rowe       | Đại tá David Ainsworth         | Tùy viên Hải quân Hoàng Gia Anh công tác tại Đại sứ quán Anh ở Madrid, Tây Ban Nha. Nhân vật hư cấu. |
| Will Keen           | Đại tá Salvador Gomez-Beare    | Trợ lý Tùy viên Hải quân Hoàng Gia Anh công tác tại Đại sứ quán Anh ở Madrid, Tây Ban Nha |
| Charlotte Hamblin   | Patricia Trehearne             | Thành viên Bộ phận Tình báo NID 17M, người chịu trách nhiệm viết các bức thư sai thông tin về chiến dịch đổ bộ vào Hy Lạp |
| Lorne MacFadyen     | Glyndwr Michael/William Martin | Glyndwr Michael là một người vô gia cư gốc Wales, chết vì uống thuốc độc tự tử. Tử thi của Michael được sử dụng trong Chiến dịch Mincemeat, với danh tính mới là "Thiếu tá William Martin, Thủy quân Lục chiến Hoàng Gia" nhằm đánh lừa quân Đức |
| Rufus Wright        | Đại úy Bill Jewell             | Thuyền trưởng tàu ngầm HMS Seraph |
| Jonjo O'Neill       | Teddy                          | Nhân vật hư cấu |
| Ruby Bentall        | Connie Bukes                   | |
| Ellie Haddington    | Hilda Georgina Cholmondeley    | Mẹ của Đại úy Charles Cholmondeley |
| Alexander Beyer     | Thiếu tá Karl-Erich Kühlenthal | Điệp viên cấp cao, Trưởng Bộ phận Gián điệp của Cơ quan Tình báo Quân đội Đức Quốc Xã ở Tây Ban Nha |
| Nico Birnbaum       | Đại tá Alexis von Roenne       | Tham mưu trưởng Quân đội Nước ngoài Khu vực phía Tây (Fremde Heere West), Nhà phân tích tình báo cấp cao của Cơ quan Tình báo Quân đội Đức Quốc Xã                                                                                               |
| Pep Tosar           | Đô đốc Salvador Moreno         | Bộ trưởng Bộ Hải quân Tây Ban Nha |

## Sản xuất
Vào tháng 5 năm 2019, đã có thông báo rằng bộ phim sẽ do John Madden làm đạo diễn và Colin Firth sẽ vào vai nhân vật chính. Kelly Macdonald tham gia bộ phim vào tháng 10. Matthew Macfadyen, Penelope Wilton, Johnny Flynn, Tom Wilkinson, Hattie Morahan, Simon Russell Beale, Paul Ritter và Mark Gatiss đã tham  gia diễn xuất vào tháng 12 cùng năm. Jason Isaacs được công bố tham gia vào bộ phim vào tháng 3 năm 2020.
Quá trình quay phim chính được bắt đầu vào tháng 12 năm 2019 ở London và Tây Ban Nha. Các phân cảnh chiến đấu được ghi hình tại bãi biển Saunton ở quận Bắc Devon trong tháng 2 năm 2020, và một phân cảnh khác ở Málaga vào tháng 3 năm 2021.
Bộ phim là lần xuất hiện cuối cùng của diễn viên Paul Ritter trước khi ông qua đời vì bệnh ung thư não vào ngày 5 tháng 4 năm 2021. Một đoạn tưởng niệm đã được thêm ở cuối phim để tưởng nhớ và vinh danh ông.

## Phát hành
Vào tháng 2 năm 2021, Warner Bros. International đã mua lại quyền phân phối phim tại Anh. Bộ phim đã được công chiếu lần đầu tiên tại Liên hoan phim Anh Quốc năm 2021 ở Úc, và được phát hành tại các rạp chiếu phim vào ngày 15 tháng 4 năm 2022. Netflix đã mua bản quyền của bộ phim ở Bắc Mỹ và Mỹ Latinh, và bộ phim bắt đầu được phát hành trên nền tảng Netflix khu vực đó vào ngày 11 tháng 5 năm 2022.

## Tiếp nhận
Trên hệ thống tổng hợp kết quả đánh giá Rotten Tomatoes, bộ phim nhận được 84% lượng đồng thuận dựa trên hơn 100 lượt đánh giá và đạt mức điểm trung bình là 6.4/10. Các chuyên gia của web cho rằng: "Nếu câu chuyện dựa trên sự kiện có thật này tỏ ra hấp dẫn hơn những gì được miêu tả trong bộ phim, thì Chiến dịch Mincemeat vẫn là một bộ phim về thời chiến hấp dẫn và có diễn xuất tốt." Trên trang Metacritic, bộ phim có điểm trung bình là 65 trên 100, dựa trên 27 lượt nhận xét, chủ yếu là "những nhận xét khá tích cực".

## Tính xác thực lịch sử
Dù bộ phim được đánh giá là sát với các khía cạnh lịch sử, nhưng các nhà làm phim đã thêm và thêu dệt một số thông tin hư cấu nhằm giúp nội dung bộ phim được lôi cuốn và hấp dẫn hơn. Một vài ví dụ không đúng với lịch sử như:

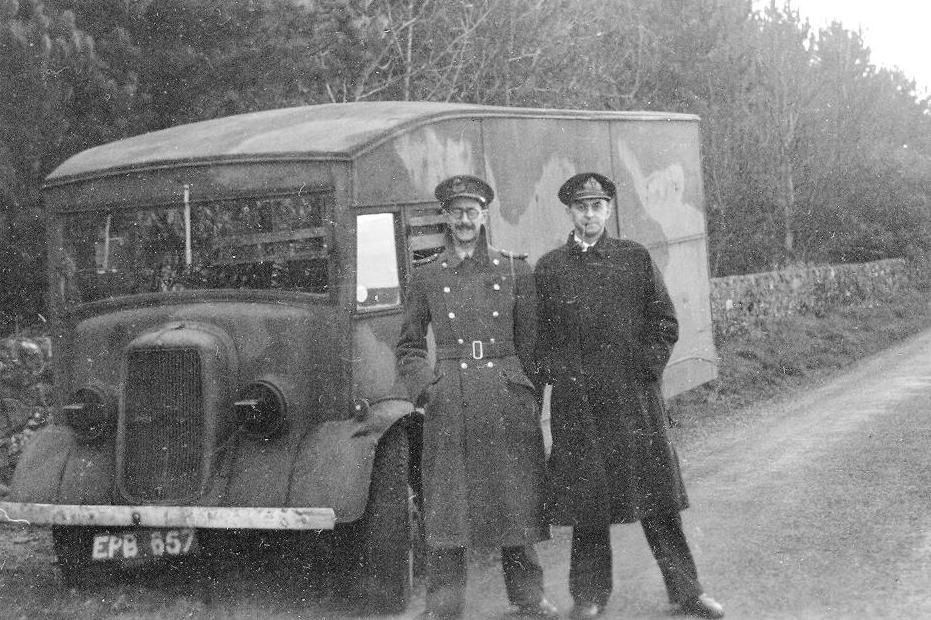
Charles Cholmondeley và Ewen Montagu bên cạnh chiếc xe chở thi thể của Glyndwr Michael tới Scotland, ngày 17 tháng 4 năm 1943.

- Charles Cholmondeley và Ewen Montagu bên cạnh chiếc xe chở thi thể của Glyndwr Michael tới Scotland, ngày 17 tháng 4 năm 1943.Trong phim, Charles Cholmondeley đã lên tàu ngầm HMS Seraph và tham gia vào việc thả thi thể của "Thiếu tá Martin" xuống Vịnh Cádiz. Thực tế, cả ông và Montagu đã trở về London sau khi bàn giao thùng đông lạnh chứa thi thể của "Thiếu tá Martin" cho thủy thủ đoàn của tàu ngầm HMS Seraph ở Scotland.[16]
- Hester Leggett chưa từng viết thư tới Iris Montagu, vợ của Ewen Montagu. Theo Ben Macintyre, không như bộ phim, Ewen thường xuyên viết thư gửi đến gia đình ông ở Hoa Kỳ, và còn kể với vợ về những chuyến đi chơi của ông với Jean Leslie. Dù Montague có say mê Leslie, nhưng mối quan hệ giữa ông và vợ không căng thẳng như trong phim.[17]
- Người anh trai của Charles Cholmondeley, Thiếu úy Richard Cholmondeley, thực tế hi sinh ở Bỉ trong Chiến dịch Dynamo năm 1940, không phải ở Mặt trận Miến Điện như bộ phim đề cập.[18]
- Đoạn phim có phân cảnh Đại tá David Ainsworth, một tùy viên quân sự của Anh ở Madrid, đã làm mọi cách để chiếc vali chứa thông tin giả đó có thể đến tay người Đức. Trên thực tế, David Ainssworth là nhân vật không có thật, không có việc Ainssorth thuyết phục các nhà chức trách Tây Ban Nha và chiếc vali đến tay người Đức dễ dàng hơn trong phim mô tả.[19]
- Teddy, người tự xưng là điệp viên của một tổ chức chống Phát xít ở Đức, là nhân vật hư cấu. Cảnh Teddy uy hiếp Jean được nhà làm phim tạo ra để tăng sự gay cấn cho bộ phim.[20]